# Folketingswahl 1966
- F: 20
- A: 69
- B: 13
- Sonst.: 4
- L: 4
- D: 35
- C: 34

Die Folketingswahl 1966 am 22. November war die 51. Wahl zum dänischen Parlament, dem Folketing. Ausgeschrieben wurde die Wahl am 2. November desselben Jahres. Insgesamt wurden die kleineren Parteien gestärkt: die Socialistisk Folkeparti konnte ihre Mandatsstärke verdoppeln, das Liberalt Centrum zog neu ins Parlament ein, während die drei großen Parteien allesamt an Stimmenanteilen verloren. Die Sozialdemokraten führten die Regierung Krag II mit einigen Kabinettsumbildungen fort. De Uafhængige schied nach sechs Jahren wieder aus dem Folketing aus.

## Wahlmodus
Wahlberechtigt zur Folketingswahl waren alle dänischen Staatsbürger, die das 21. Lebensjahr vollendet hatten und einen Wohnsitz in Dänemark besaßen. Jeweils zwei Mandate wurden auf den Färöern und auf Grönland vergeben, 175 Mandate wurden im übrigen Dänemark in einer Verhältniswahl vergeben. Dabei wurden zunächst 135 so genannte Wahlkreismandate (kredsmandater) auf die 23 Groß- und Amtskreise (stor- og amtskredse) aufgetrennt und dort nach dem regionalen Stimmverhältnis verteilt. Anschließend wurden landesweit nochmals weitere 40 Ausgleichsmandate (tillægsmandater) ausgegeben, um den Stimmverhältnissen möglichst nahe zu kommen. Für diese Mandatsverteilung galt eine Zwei-Prozent-Hürde, die allerdings mit einem Wahlkreismandat umgangen werden konnte.

## Ergebnisse

### Dänemark
| Partei                                             | Liste              | Stimmen   | Prozent   | ± %       | Sitze     | ± Sitze   |
| -------------------------------------------------- | ------------------ | --------- | --------- | --------- | --------- | --------- |
| Socialdemokratiet Sozialdemokraten                 | A                  | 1.068.911 | 38,3 %    | −3,6      | 69        | ▼ 7       |
| Venstre Liberale Partei                            | D                  | 0.539.027 | 19,3 %    | −1,5      | 35        | ▼ 3       |
| Det Konservative Folkeparti Konservative           | C                  | 0.522.028 | 18,7 %    | −1,4      | 34        | ▼ 2       |
| Socialistisk Folkeparti Sozialistische Volkspartei | F                  | 0.304.437 | 10,9 %    | +5,1      | 20        | ▲ 10      |
| Det Radikale Venstre Sozialliberale                | B                  | 0.203.858 | 07,3 %    | +2,0      | 13        | ▲ 3       |
| Liberalt Centrum Liberales Zentrum                 | L                  | 0.069.180 | 02,5 %    | neu       | 04        | ▲ 4       |
| De Uafhængige Die Unabhängigen                     | U                  | 0.044.994 | 01,6 %    | −0,9      | 0         | ▼ 5       |
| Danmarks Kommunistiske Parti Kommunistische Partei | K                  | 0.021.553 | 00,7 %    | −0,5      | 0         | –         |
| Danmarks Retsforbund Gerechtigkeitsbund            | E                  | 0.019.905 | 00,7 %    | −0,6      | 0         | –         |
| Parteilose                                         | Parteilose         | 0.000.114 | 00,0 %    | −0,0      | 0         | –         |
|                                                    |                    |           |           |           |           |           |
| Wahlberechtigte                                    | Wahlberechtigte    | 3.162.352 | 3.162.352 | 3.162.352 | 3.162.352 | 3.162.352 |
| Abgegebene Stimmen                                 | Abgegebene Stimmen | 2.802.304 | 2.802.304 | 2.802.304 | 2.802.304 | 2.802.304 |
| Gültige Stimmen                                    | Gültige Stimmen    | 2.794.007 | 2.794.007 | 2.794.007 | 2.794.007 | 2.794.007 |
| Wahlbeteiligung                                    | Wahlbeteiligung    | 88,6 %    | 88,6 %    | 88,6 %    | 88,6 %    | 88,6 %    |

### Färöer
Auf den Färöern wurde die Wahl abweichend am 13. Dezember abgehalten.
| Partei                             | Stimmen | Prozent | ± %    | Sitze  | ± Sitze |  |
| ---------------------------------- | ------- | ------- | ------ | ------ | ------- |  |
| Javnaðarflokkurin Sozialdemokraten | 3.864   | 36,6 %  | −2,7   | 1      | ▬ 0     |  |
| Fólkaflokkurin Volkspartei         | 3.549   | 33,6 %  | +8,6   | 1      | ▲ 1     |  |
| Sambandsflokkurin Unionisten       | 3.156   | 29,9 %  | +0,2   | 0      | ▼ 1     |  |
|                                    |         |         |        |        |         |  |
| Wahlberechtigte                    | 21.754  | 21.754  | 21.754 | 21.754 | 21.754  |  |
| Abgegebene Stimmen                 | 10.621  | 10.621  | 10.621 | 10.621 | 10.621  |  |
| Gültige Stimmen                    | 10.569  | 10.569  | 10.569 | 10.569 | 10.569  |  |
| Wahlbeteiligung                    | 48,8 %  | 48,8 %  | 48,8 % | 48,8 % | 48,8 %  |  |

### Grönland
Im 1. Aufstellungskreis wurde Knud Hertling mangels Gegenkandidaten ohne Abstimmung zum Abgeordneten ernannt. Im 2. Aufstellungkreis fand die Wahl abweichend am 6. Dezember statt.
| Kandidat                                                                          | Stimmen              | Prozent              | Sitze                | ± Sitze              |                      |
| 1. Aufstellungskreis                                                              | 1. Aufstellungskreis | 1. Aufstellungskreis | 1. Aufstellungskreis | 1. Aufstellungskreis | 1. Aufstellungskreis |
| --------------------------------------------------------------------------------- | -------------------- | -------------------- | -------------------- | -------------------- | -------------------- |
| Knud Hertling                                                                     | ohne Wahl            | ohne Wahl            | ohne Wahl            | ▬ 0                  |                      |
| 2. Aufstellungskreis                                                              |                      |                      |                      |                      |                      |
| Nikolaj Rosing                                                                    | 3.669                | 56,3 %               | 1                    | ▬ 0                  |                      |
| Ulrik Rosing                                                                      | 1.364                | 20,9 %               | 0                    | –                    |                      |
| Erling Høegh                                                                      | 1.289                | 19,8 %               | 0                    | –                    |                      |
| Jørgen C. F. Olsen                                                                | 0.200                | 03,1 %               | 0                    | –                    |                      |
| alle nachfolgenden Werte beziehen sich ausschließlich auf den 2. Aufstellungkreis |                      |                      |                      |                      |                      |
| Wahlberechtigte                                                                   | 11.289               | 11.289               | 11.289               | 11.289               |                      |
| Abgegebene Stimmen                                                                | 6.660                | 6.660                | 6.660                | 6.660                |                      |
| Gültige Stimmen                                                                   | 6.522                | 6.522                | 6.522                | 6.522                |                      |
| Wahlbeteiligung                                                                   | 59,0 %               | 59,0 %               | 59,0 %               | 59,0 %               |                      |